# Вест Палм Бич (Флорида)
Вест Палм Бич (енгл. West Palm Beach) град је у америчкој савезној држави Флорида. По попису становништва из 2020. у њему је живело 117.415 становника.

## Демографија
Према попису становништва из 2010. у граду је живело 99.919 становника, што је 17.816 (21,7%) становника више него 2000. године.
| Група             | 2000.          | 2010.          |
| Белци             | 37.771 (46,0%) | 41.588 (41,6%) |
| Афроамериканци    | 26.446 (32,2%) | 32.429 (32,5%) |
| Азијати           | 1.197 (1,5%)   | 2.256 (2,3%)   |
| Хиспаноамериканци | 14.955 (18,2%) | 22.601 (22,6%) |
| Укупно            | 82.103         | 99.919         |